# Echte spechten
De echte spechten (Picinae) vormen een onderfamilie binnen de orde van de spechtvogels en de familie van de spechten. Het is een onderfamilie van kleine tot middelgrote, robuuste vogels met scherpe snavels, een stijve staart en zygodactylische poten waarvan de twee middelste tenen naar voren staan en de buitenste twee naar achteren. Zij leven meestal in bomen en gebruiken hun scherpe snavel en lange kleverige tong om daaruit insecten los te peuteren. Zij gebruiken hun staart daarbij als steun. Zij leven meest in paren en hakken hun nest uit in een boomstam.

## Anatomie specht

### Kop
Echte spechten slaan met hun snavel tegen bomen om voedsel te zoeken of een hol te maken. De schedel bevat weinig hersenvocht, waardoor het brein relatief vast zit en het bot heeft een sponsachtige structuur. Daardoor zou een deel van de schokken worden geabsorbeerd bij het hameren met de snavel. Bovendien hebben spechten een sterk vergroot tongbeen dat als een soort veiligheidsgordel om de schedel heen ligt. Uit onderzoek gepubliceerd in 2022 wordt de vooronderstelling over het schokdempend effect onderuit gehaald. Zowel theoretisch, vanuit evolutionair standpunt, als wel uit experimenteel onderzoek met behulp van hogesnelheidscamera's blijkt dat de genoemde anatomisch structuren geen schokdempend effect hebben. Alleen het feit dat bij de specht de hersens stevig in de schedel verankerd zijn, geeft bescherming tegen ernstige beschadiging.

### Poten
Bij de meeste spechten zijn de poten zygodactylisch. De specht zijn tenen staan echter niet altijd in een X-verhouding wanneer deze op en neer klautert over een stam, de vierde teen is veelal in laterale verhouding t.o.v. de andere drie. Een uitzondering op de regel is de drieteenspecht, die zoals de naam verraadt er enkel drie heeft, en zijn vierde teen verloor door evolutie. De poten en tenen zijn relatief kort en voorzien van scherpe, sterke klauwen.

### Tong
De tong van een specht is een handig gereedschap in het zoeken van voedsel. Ze zijn namelijk verzot op mieren, die ze met hun lange tong uit boomholtes halen. Dit wordt vergemakkelijkt door stekels of lijm aan het eindpunt waar mieren aan blijven kleven, ze kunnen ermee kronkelen. De tong is vastgehecht in het rechter neusgat en split daarna in tweeën, en gaat onderhuids over de schedel heen naar beide zijden van de nek. Daarna komen de twee delen terug bijeen en komt omhoog onder in de onderkaak en zo in de bek. Deze tong is erg elastisch en de vasthechting is versterkt door vijf kleine beentjes, genaamd hyoidbeen.

## Ecologische betekenis
Echte spechten scheppen de voorwaarden voor ettelijke andere dieren door het maken van holen.

## Echte spechten in de Benelux
- Middelste bonte specht Dendrocoptes medius
- Kleine bonte specht Dryobates minor
- Grote bonte specht Dendrocopos major
- Groene specht Picus viridis
- Zwarte specht Dryocopus martius
- Grijskopspecht Picus canus

De echte spechten komen voor in zowel de Oude Wereld als de Nieuwe Wereld. Er zijn in totaal 33 geslachten met meer dan 230 soorten:

### Alfabetische lijst van geslachten
- Geslacht Blythipicus (2 soorten)
- Geslacht Campephilus (12 soorten Amerikaanse spechten waaronder de ivoorsnavelspecht)
- Geslacht Campethera (11 soorten)
- Geslacht Celeus (12 soorten)
- Geslacht Chloropicus (3 soorten)
- Geslacht Chrysocolaptes (9 soorten)
- Geslacht Chrysophlegma  (3 soorten)
- Geslacht Colaptes (14 soorten waarvan 1 uitgestorven)
- Geslacht Dendrocopos (12 soorten waaronder de grote bonte specht)
- Geslacht Dendrocoptes (3 soorten waaronder de middelste bonte specht)
- Geslacht Dendropicos (12 soorten)
- Geslacht Dinopium (5 soorten)
- Geslacht Dryobates (6 soorten waaronder de kleine bonte specht)
- Geslacht Dryocopus (6 soorten waaronder de zwarte specht)
- Geslacht Gecinulus (3 soorten)
- Geslacht Geocolaptes (1 soort: Kaapse grondspecht)
- Geslacht Hemicircus (2 soorten)
- Geslacht Leiopicus (1 soort: Indische bonte specht)
- Geslacht Leuconotopicus (6 soorten)
- Geslacht Meiglyptes (4 soorten)
- Geslacht Melanerpes (24 soorten)
- Geslacht Micropternus (1 soort: rosse specht)
- Geslacht Mulleripicus (4 soorten)
- Geslacht Nesoctites (1 soort: West-Indische dwergspecht)
- Geslacht Pardipicus (2 soorten)
- Geslacht Picoides (3 soorten)
- Geslacht Piculus (7 soorten)
- Geslacht Picus (14 soorten waaronder de groene specht)
- Geslacht Reinwardtipicus (1 soort: oranjerugspecht)
- Geslacht Sphyrapicus (4 soorten)
- Geslacht Veniliornis (14 soorten)
- Geslacht Xiphidiopicus (1 soort: Cubaanse groene specht)
- Geslacht Yungipicus (7 soorten)